# Yo!
Yo! MTV foi um programa de televisão brasileiro exibido originalmente de outubro de 1990 a dezembro de 2006 pela MTV Brasil. O programa foi o primeiro da TV brasileira voltado ao rap, inspirado no programa Yo! MTV Raps, transmitido pela MTV estadunidense, criado em 1988. O Yo! exibia uma mistura de videoclipes, entrevistas com artistas e performances ao vivo em estúdio.

## História
O Yo! teve sua primeira exibição no dia 21 de outubro de 1990, sendo um dos primeiros programas da MTV Brasil. Até meados de 1991, o programa foi apresentado pelo VJ Rodrigo Leão, que deixou a emissora para se dedicar a sua carreira musical. Com a saída de Rodrigo, o comando do programa passou para Felipe Barcellos, que foi substituído por Luiz Thunderbird em 1992.
Primo Preto, ex-membro do SP Funk, se tornou apresentador do programa com a contratação de Thunderbird pela Rede Globo em 1994. A partir daquele momento, o Yo! passou a se popularizar por dedicar mais espaço ao cenário do rap nacional.
Em 1996, Rodrigo Brandão, conhecido como P-Funk, ficou responsável pela apresentação do Yo!. O programa continuou a obter sucesso ao realizar entrevistas com artistas de rap e revelar novos nomes do gênero. KL Jay, membro do Racionais MC's, substituiu P-Funk em 1998.
A partir de março de 2001, o rapper Thaíde assumiu a apresentação do programa. Além de entrevistas e videoclipes, apresentações ao vivo passaram a ser exibidas pelo Yo!. Em 2007, com as reformulações na grade da MTV, que reduziu o espaço da programação dedicado à música, o programa foi extinto
Em agosto de 2013, dentro do circuito de encerramento das atividades da MTV Brasil, o Yo! ganhou uma nova temporada com a apresentação de Pathy Dejesus, que apresentava o Top 10 MTV. O programa inicialmente foi ao ar nas terças-feiras às 18h e posteriormente às 16h30. Foi planejado também o Especial Yo! MTV, que teria shows ao vivo e abertos ao público, documentários temáticos e homenagens aos clássicos do rap. Originalmente programado para o dia 22 de agosto, a realização foi transferida para o dia 24. No dia 23, a MTV Brasil, através do seu site oficial, comunicou que o evento foi cancelado. Em 19 de setembro houve uma programação especial dedicada ao rap com exibição de videoclipes, documentários e entrevista com o cantor Tim Maia. No mesmo dia foi exibido o último episódio do programa com apresentação ao vivo de diversos artistas, como KL Jay, Thaíde e Negra Li.